# Otto Ludwig von Meltzing
Otto Ludwig von Meltzing (* 9. Oktober 1805 in Winsen (Aller); † 8. Mai 1883 in Ebstorf) war ein deutscher Rittergutsbesitzer, Verwaltungsbeamter und Parlamentarier.

## Leben
Meltzing studierte an der Georg-August-Universität Göttingen. 1825 wurde er Mitglied des Corps Lunaburgia Göttingen. Nach dem Studium trat er in die Dienste des Königreichs Hannover. 1853 wurde er Amtmann, später Oberamtmann des Amts Medingen. Er war Besitzer des Ritterguts Ebstorf. Bis 1866 gehörte Meltzing der Ersten Kammer der Ständeversammlung des Königreichs Hannover an. 1879–1882 vertrat er als Abgeordneter den Wahlkreis Hannover 27 (Dannenberg) im Preußischen Abgeordnetenhaus. Er war Hospitant der Fraktion des Zentrums.